# Pachysylvia hypoxantha
A Pachysylvia hypoxantha a madarak osztályának verébalakúak (Passeriformes) rendjébe és a lombgébicsfélék (Vireonidae) családjába tartozó faj.

## Rendszerezése
A fajt August von Pelzeln osztrák ornitológus írta le 1868-ban, a Hylophilus nembe Hylophilus hypoxanthus néven. Egyes szervezetek jelenleg is ide sorolják.

## Alfajai
- Pachysylvia hypoxanthus albigula (Chapman, 1921)
- Pachysylvia hypoxanthus flaviventris Cabanis, 1873
- Pachysylvia hypoxanthus fuscicapillus P. L. Sclater & Salvin, 1880
- Pachysylvia hypoxanthus hypoxanthus Pelzeln, 1868
- Pachysylvia hypoxanthus ictericus Bond, 1953
- Pachysylvia hypoxanthus inornatus (E. Snethlage, 1914)[3]

## Előfordulása
Bolívia, Brazília, Ecuador, Kolumbia, Peru és Venezuela területén honos. Természetes élőhelyei a szubtrópusi vagy trópusi síkvidéki esőerdők és mocsári erdők. Állandó, nem vonuló faj.

## Megjelenése
Testhossza 12 centiméter.

## Életmódja
Rovarokkal táplálkozik.

## Természetvédelmi helyzete
Az elterjedési területe rendkívül nagy, egyedszáma viszont csökken, de még nem éri el a kritikus szintet. A Természetvédelmi Világszövetség Vörös listáján nem fenyegetett fajként szerepel.